# Emma Morano
Emma Morano (Civiasco, Provincia de Vercelli, Italia, 29 de noviembre de 1899 - Verbania, Provincia de Verbano-Cusio-Ossola, Italia, 15 de abril de 2017) fue una supercentenaria italiana de 117 años y 137 días de edad. Fue la última persona viva nacida en 1899.
De aquellos cuya edad ha sido verificada por el Gerontology Research Group, Morano fue la persona viva más anciana del mundo desde el fallecimiento de Susannah Mushatt Jones, el 12 de mayo de 2016.  
Fue la persona viva más anciana de Europa desde el fallecimiento de Maria Redaelli, el 2 de abril de 2013, la persona nacida en Italia más longeva de todos los tiempos al superar la edad de Dina Manfredini (115 años y 257 días) y la segunda europea tras Jeanne Calment. También fue la última persona viva del mundo nacida en la década de 1890. 
También fue la segunda persona en cumplir 117 años en el siglo XXI, la quinta en hacerlo a lo largo de la historia y la única italiana en conseguirlo. 

## Biografía
Emma Martina Luisa Morano nació en Civiasco (Piamonte) el 29 de noviembre de 1899, hija de Giovanni Morano y Matilde Bresciani, siendo la mayor de ocho hermanos, cinco hijas y tres hijos. Varios miembros de su familia —como su madre, su tía y algunas de sus hermanas— llegaron a vivir 90 años y una de sus hermanas, Angela Morano (1908-2011), murió a los 102 años.
Cuando era una niña, su familia se mudó del Valsesia a Villadossola, donde su padre había conseguido un trabajo en una fábrica de acero. A principios del siglo XX, ella junto a su familia habitaban en una de las casas de obreros; comenzó a trabajar a la edad de trece años en el Jutificio Ossolano, una procesadora de yute donde se dedicaba a realizar sacos de nueve metros con una máquina de coser. En esa época tuvo un novio llamado Augusto, eran jóvenes y estaban comprometidos. Augusto fue movilizado durante la Primera Guerra Mundial, desapareció en los Alpes y no se volvió a saber de él.
La guerra y el clima insalubre hicieron que su familia se trasladara a vivir a un lugar con un clima templado, por lo que se mudaron a Pallanza en el lago Mayor, donde Emma vivió el resto de su vida. Al mudarse encontró trabajó en el Jutificio Maioni del mismo dueño de la planta procesadora de Ossolano. En octubre de 1926, se casó con Giovanni Martinuzzi (1901-1978), y en 1937 nació su único hijo, pero murió a los seis meses. El matrimonio no fue feliz, por lo que en 1938 Morano decidió separarse de su marido, echándolo de casa. A pesar de esto, nunca se divorciaron. Hasta 1954, trabajó en la industria Maioni. Posteriormente trabajó como cocinera en el Collegio Santa Maria, un colegio marianista de Verbania, hasta que se jubiló a los 75 años.

## Supercentenaria
En 2011, Morano recibió una visita del investigador estadounidense James Clement, involucrado en un estudio mundial conducido por George Church para el Harvard Medical School of Boston, para estudiar el secreto de su longevidad. En diciembre de 2011, fue condecorada con la Orden al Mérito de la República Italiana  por el presidente Giorgio Napolitano.
A sus 113 años, Emma Morano aún vivía sola, convirtiéndose en la primera supercentenaria que ha residido sola hasta esa edad. Durante su cumpleaños 114, concedió una breve entrevista televisiva a un programa de la RAI.
Cuando celebró su 115 cumpleaños, Emma dejó de residir sola y comenzó a tener asistencia y las visitas de sus sobrinos a diario. Cuando se le preguntó sobre el secreto de su longevidad, Morano dijo que nunca había consumido medicamentos, comía varios huevos crudos al día, bebía un vaso de brandy casero y comía chocolate algunas veces, pero, por encima de todo, pensaba positivamente sobre el futuro.
A inicios de 2015, el New York Times incluyó una pequeña biografía de ella y sus hábitos alimenticios. En mayo de ese mismo año, se le entregó la primera medalla acuñada titulada «Expo Mujeres» y con motivo de su 115 cumpleaños, Carla Fracci le envió una tarjeta de felicitación. En julio de ese año recibió una invitación para visitar la Exposición Internacional de Milán (2015).
A finales de noviembre de 2015, celebró sus 116 años acompañada de sus seres queridos, periodistas, personas de la comunidad y televisiones italianas y extranjeras. Entre los regalos que recibió estaba la felicitación del jefe del Estado italiano Sergio Mattarella, quien celebró «la excepcional meta» de su edad, la «jamás alcanzada antes por un italiano». También recibió una copia del pergamino del año mil que representa a Pedro y Pablo y dedicado con la bendición apostólica del papa Francisco que le desea buena salud y «serenidad de espíritu». Además el pontífice le regaló la primera placa para los ancianos del jubileo de la Misericordia. 
En marzo de 2016, la primera edición del Festival Internacional «Verbania for Women» homenajeó a Emma con un espectáculo y una obra teatral que narra su vida a través de tres siglos. Al final de la clausura Emma Morano fue la ganadora del certamen.

## Fallecimiento

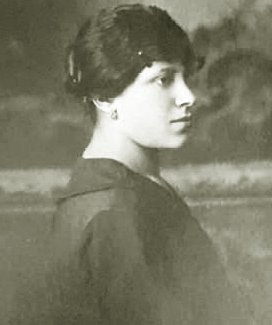
Emma Morano en su juventud.

Morano murió en su casa en Verbania (Italia) la tarde del  15 de abril de 2017 a la edad de 117 años. En el momento de su muerte, era la persona viva más anciana del mundo y una de las cinco que han alcanzado mayor edad en todo el registro histórico. Su muerte marcó el final de una era, puesto que era la última persona viva nacida en la década de 1890, de los años 1800 y una de las tres nacidas en el siglo XIX que se conocía con vida (las otras dos nacieron en 1900). Tras la muerte de Morano,  Violet Brown se convirtió en la persona más anciana del mundo.